# Quadricoma vittatus
Quadricoma vittatus är en rundmaskart som först beskrevs av Lorenzen 1969.  Quadricoma vittatus ingår i släktet Quadricoma och familjen Desmoscolecidae. Inga underarter finns listade i Catalogue of Life.